# Mark Worthington
Mark Gordon Worthington, (nacido el 8 de junio de 1983 en Bunbury, Australia Occidental) es un jugador de baloncesto australiano. Con 2.05 metros de estatura, juega en la posición de ala-pívot.

## Trayectoria
- Metro State Roadrunners (2001-2005)
- Bunbury City Slammers  (1999-2000)
- Australind College (2000-2001)
- Bunbury City Slammers  (2001-2002)
- Sydney Kings  (2005-2008)
- South Dragons (2008-2009)
- Melbourne Tigers  (2009-2010)
- Brose Bamberg (2010)
- Gold Coast Blaze (2010-2011)
- Mets de Guaynabo (2011)
- Piratas de Quebradillas (2011)
- Gold Coast Blaze   (2011-2012)
- KK Radnički Kragujevac (2012-2013)
- Melbourne Tigers  (2013-2014)
- Melbourne United (2014-2015)
- Cairns Taipans (2015-2017)
- Willetton Tigers (2023-act.)[2]

## Participaciones en competiciones internacionales

### Juegos olímpicos
- Pekín 2008 7/12
- Londres 2012 7/12

### Mundiales
- Japón 2006 13/24